# Jānis Čakste

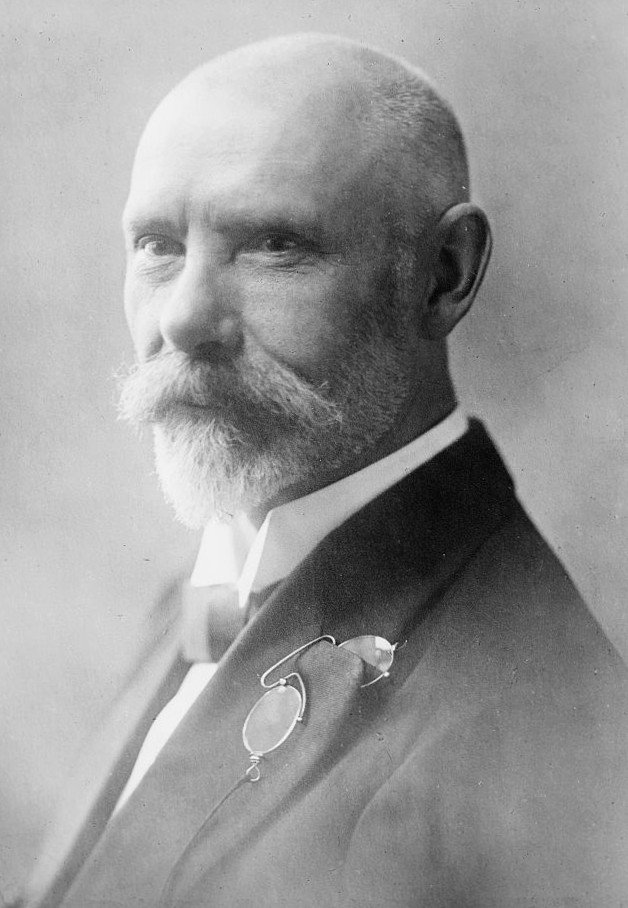
Jānis Čakste (1926)

Jānis Čakste (deutsch Ja(h)nis Tschakste; * 14. September 1859 Lielsesava bei Jelgava; † 14. März 1927 in Riga) war ein lettischer Politiker und der erste Präsident der unabhängigen Republik Lettland.

## Leben
Jānis Čakste besuchte das Gymnasium in Mitau und studierte Jura an der Universität Moskau. Nach seinem Abschluss arbeitete er als Anwalt in Mitau (heute: Jelgava) und war als politischer Aktivist in Lettland tätig. Er war einer der ersten Letten, die für ihr Volk die Autonomie innerhalb des Kaiserreiches Russland forderten. Ab 1888 gab er die Zeitung Tehwija (dt. „Vaterland“) heraus. Der lettisch-literärischen Gesellschaft gehörte er seit 1901 an. 1906 wurde er in die Duma gewählt, wo er sich den Kadetten anschloss und die Unabhängigkeitsbewegung für Lettland vertrat. Nach der Auflösung der Duma gehörte zu den Unterzeichnern des Wyborger Manifests, das die Bevölkerung zu zivilem Ungehorsam aufrief.
Als Gegner der Oktoberrevolution bekämpfte er im Lettischen Unabhängigkeitskrieg (1918–1920) zusammen mit den Westalliierten die Sowjetmacht in Lettland. Am 17. November 1918 wurde er zum Vorsitzenden des Übergangsparlamentes Tautas Padome gewählt. Am 1. Mai 1920 wählte die Verfassunggebende Versammlung ihn zu ihrem Präsidenten. Am 7. November 1922, am Tag des Inkrafttretens der neuen Verfassung, wurde Čakste zum Präsidenten Lettlands gewählt und am 14. November vereidigt, am 6. November 1925 erfolgte die Wiederwahl und am 8. November der Beginn der zweiten Amtszeit. Das Amt hatte Čakste bis zu seinem Tode inne. Sein Nachfolger war Gustavs Zemgals.

## Auszeichnungen und Ehrungen

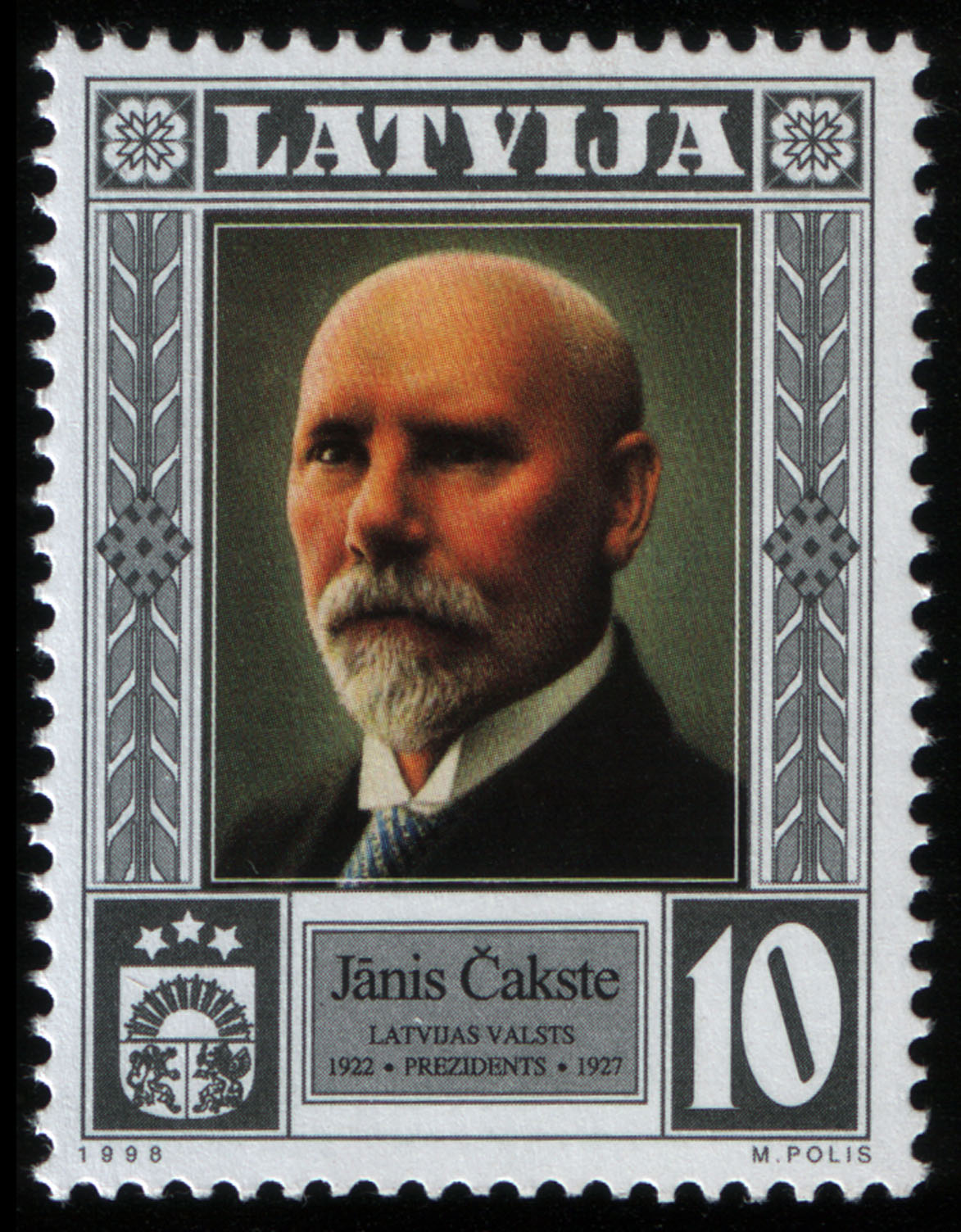
Jānis Čakste auf einer lettischen Briefmarke (1998)

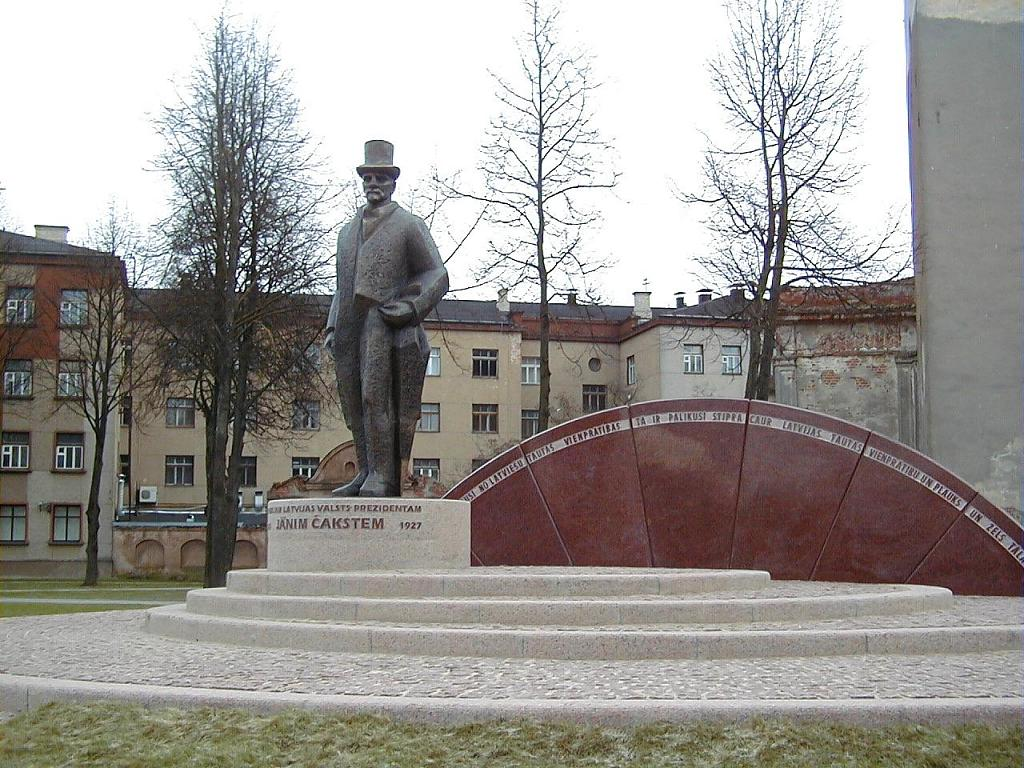
Jānis-Čakste-Denkmal in Mitau

Čakste war Träger des finnischen Ordens der Weißen Rose, des polnischen Ordens Polonia Restituta, des belgischen Leopoldsordens und des estnischen Freiheitskreuzes.
Von 1928 bis zur sowjetischen Okkupation am 17. Juni 1940 war der heutige Pils laukums (Schlossplatz) in Riga nach Jānis Čakste benannt.
Die lettische Post gab 1998 zu Ehren Čakste eine von dem hyperrealistischen Maler Miervaldis Polis gestaltete Sondermarke heraus. Die Čakste-Statue für das Denkmal in Mitau schuf Arta Dumpe.

## Schriften
- Die Letten und ihre Latwija. Eine lettische Stimme. Stockholm 1917.